# Mortimer von Tschirschky
Le comte Francis Mortimer Benno Andreas Karl von Tschirschky-Renard (né le 17 septembre 1844 à Kobierzyce près de Breslau - décédé le 18 mars 1908 à Breslau) était un militaire, diplomate, homme politique allemand et l'héritier de la famille von Renard. De 1844 à 1878, il était le baron von Tschirschky-Reichell.

## Biographie

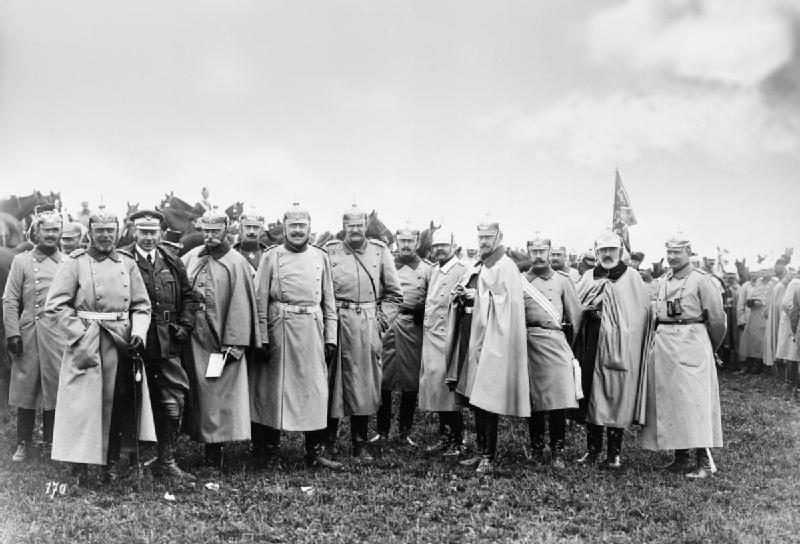
Le comte Mortimer von Tschirschky-Renard, deuxième à droite. Il est major dans l'armée impériale allemande en 1905

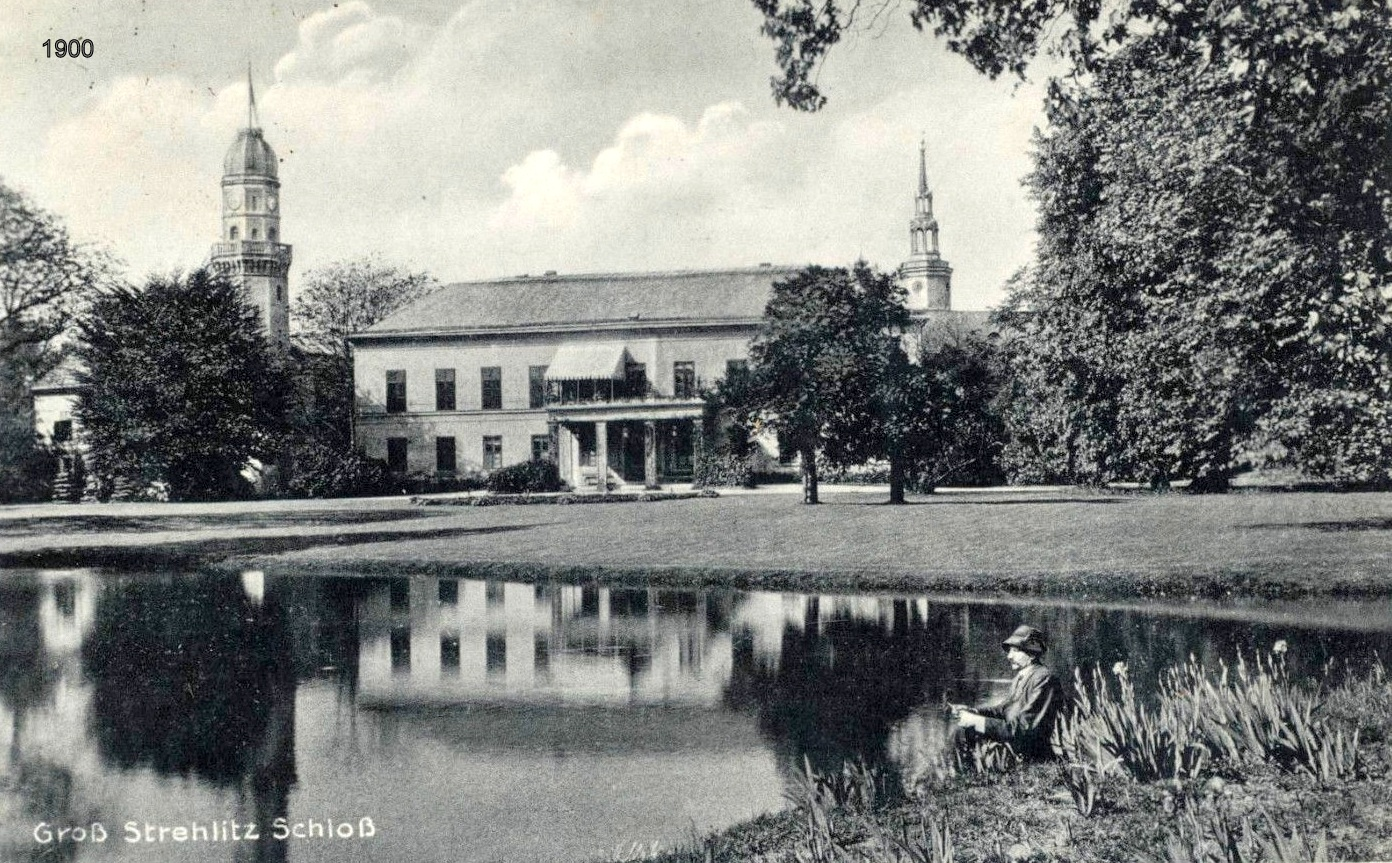
1900 Château de Groß Strehlitz du comte Mortimer von Tschirschky-Renard

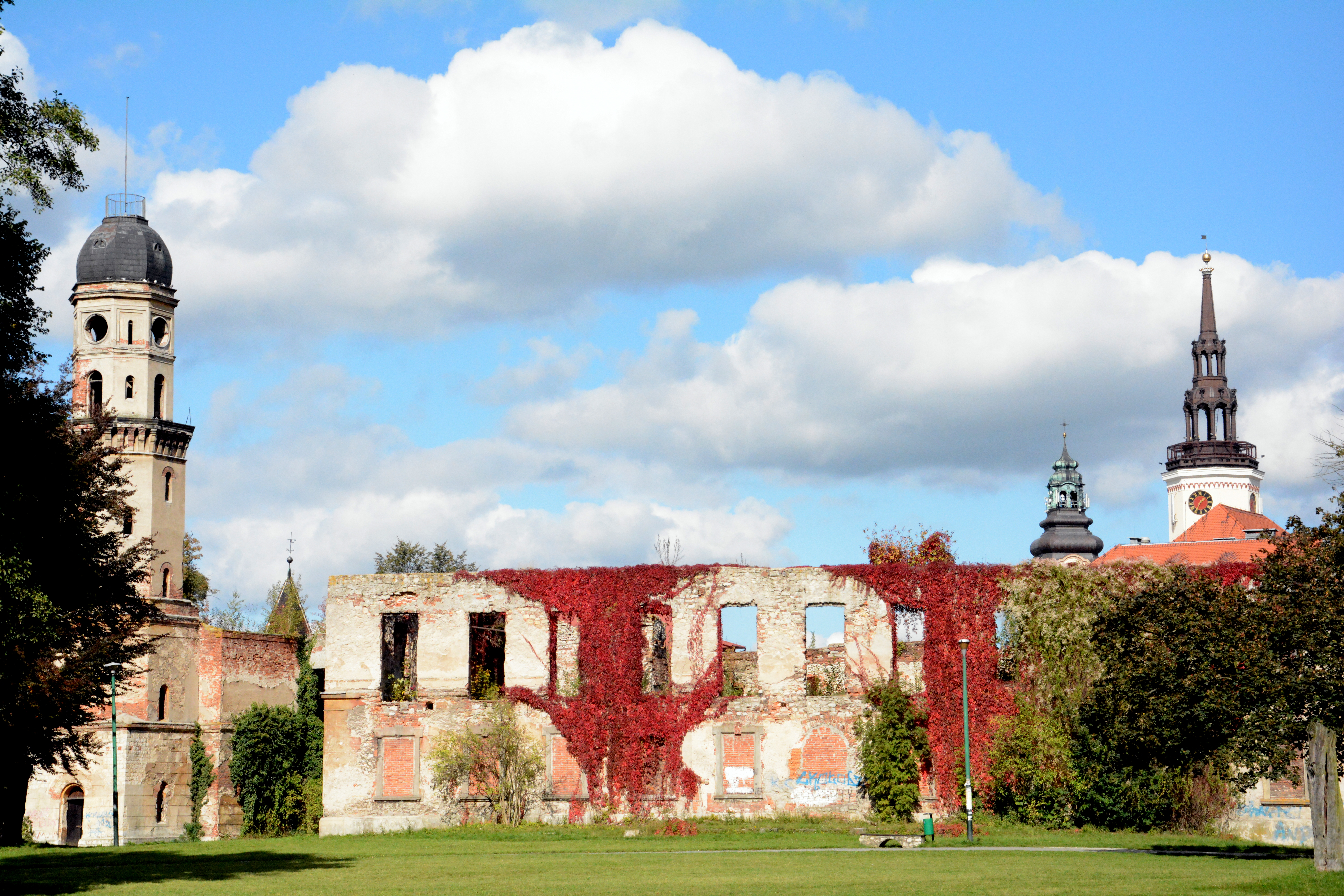
2013 les ruines du château de Groß Strehlitz du comte Mortimer von Tschirschky-Renard

Mortimer von Tschirschky est le fils du baron Benno von Tschirschky-Reichell et de la comtesse Marie Christine von Renard (1826-1847), fille de Andreas Maria von Renard. C'est un descendant de la famille von Tschirschky. Il a étudié le droit à l'Université de Heidelberg , et à l'université de Wrocław. En 1867, il devient un membre du Corps Saxo-Borussia Heidelberg. De 1871 à 1874, il est actif au tribunal de district de Wrocław. En 1874, à la suite des décès des deux industriels, père et fils, Andréas et Johannes von Renard, il reprend les domaines et leur gestion. Andréas von Renard était le grand-père de Mortimer. En 1878, il est élevé au rang de comte. Dans l'armée prussienne de réserve, il est major.
En 1897, il présente un projet de loi pour sauver la forêt de Grunewald, près de Berlin. Il a le soutien de 58 collègues et du journal conservateur gratuit de Berlin, le " Die Post". Le journal fait écho à l'appel du comte pour préserver l'avenir de la forêt de Grunewald et éviter sa destruction rapide. 
Il est membre du parti conservateur. À partir de 1886, et jusqu'à sa mort en 1908, il appartenait en tant que représentant des propriétaires fonciers du district de Breslau / Brieg, à la chambre des seigneurs de Prusse. Il était également député et membre du parlement provincial de Silésie (de). 
À sa mort, sans descendance, c'est sa sœur Marie Euphémia Charlotte von Tschirschky-Reichell (1846-1924) qui hérite des nombreuses propriétés, la propriété de Groß Strehlitz revient à son cousin Karl von Brühl-Renard. En 1946, certaines propriétés sont reprises par l'état polonais.